# Lukanka

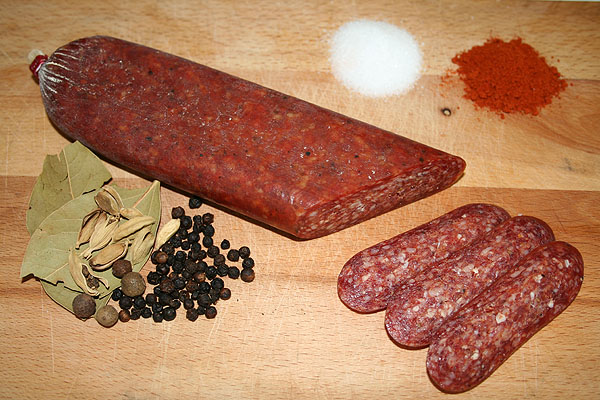
Lukanka, mostrando los ingredientes básicos para su elaboración.

Lukanka es un embutido tradicional de la cocina búlgara, es muy similar al sucuk (salchichón) pero a menudo de sabor más fuerte. Es de forma aplastada y sus rodajas son aplastadas. 

## Características
La carne picada empleada en el embutido es de cerdo